# Bic (entreprise)
Pour les articles homonymes, voir BIC.
Cet article concerne la marque. Pour l’outil servant à écrire, voir Stylo à bille.
BIC est un groupe français fondé le 25 octobre 1945 par Marcel Bich.
Connu pour ses stylos, il commercialise également d'autres articles de papeterie, des rasoirs, des briquets, ainsi que du matériel sportif.
Contrôlé par son premier actionnaire, la famille Bich (44,8 %), son siège se situe à Clichy.

## Histoire

### Années 1950: genèse de la marque
Le 25 octobre 1945, la société PPA (Porte-plume, Porte-mines et Accessoires) débute en France ; Marcel Bich, ancien directeur de production d’une fabrique d’encre, en est le président directeur général et Édouard Buffard le directeur de la production. L’entreprise s’installe dans une usine à Clichy et fabrique des pièces détachées de stylos plumes et porte-mines.
L’entreprise rachète en 1949 le brevet du stylo à bille inventé par le Hongrois (puis Argentin pour fuir les lois nazies de son pays de naissance) László Biró, en 1938, et lance en 1950, le stylo à bille Bic Cristal, développé notamment par Marcel Bich, d'où son nom, stylo qui a été vendu à plus de cent milliards d’exemplaires depuis. En 2021 encore, il s'agit du stylo le plus vendu dans le monde.

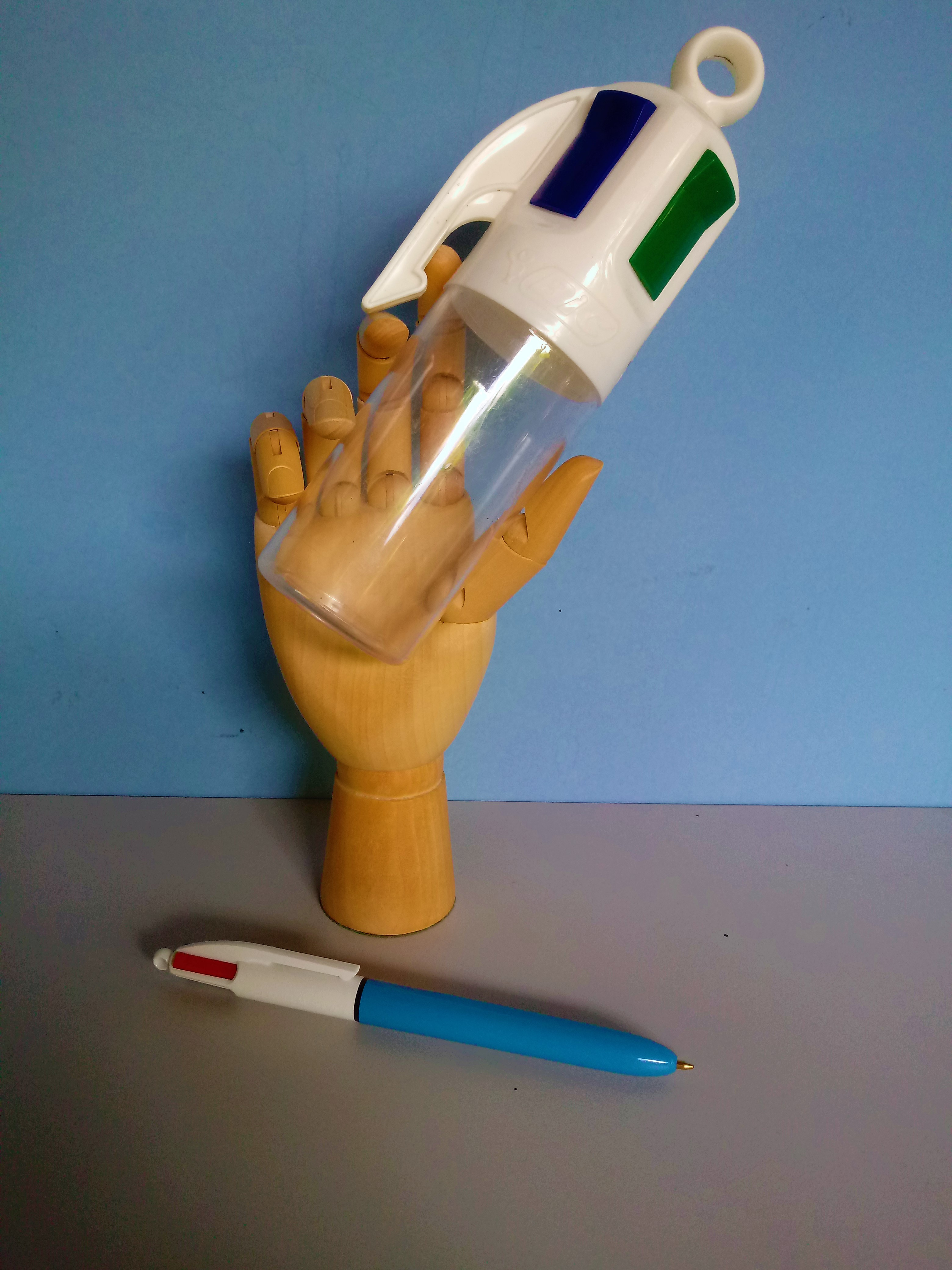
Stylo 4 couleurs et présentoir-gadget Bic (Brésil).

En 1953, Marcel Bich et Édouard Buffard créent une société qui prend le nom BIC,, plus facile à identifier et prononçable dans toutes les langues ; mais surtout, pour éviter l'impopularité dans les pays anglo-saxons avec un produit prononcé "bitch" (en)"[réf. nécessaire]. Un an plus tard, BIC se développe en Italie. C'est en 1956 que l'entreprise lance le « stylo à pointe rétractable M10 », et s'implante au Brésil.
En 1957, la société s'implante au Royaume-Uni, ainsi que dans la zone Sterling, en Australie, en Nouvelle-Zélande et en Scandinavie. En 1958, le rachat de la compagnie américaine « Waterman Pen Company » permet à BIC de s'implanter aux États-Unis tout en continuant son développement en Afrique et au Moyen-Orient. En 1959, BIC fait l'acquisition de l'entreprise suédoise Ballograf (sv).

### Années 1960: début de la diversification de la marque
En 1961, de nouvelles billes en carbure de tungstène sont commercialisées, elles améliorent l'écriture et réduisent les coulures d'encre. L'entreprise lance une gamme de stylo à pointe fine, reconnaissable à sa couleur dite « Orange », couleur qui a été protégée par brevet déposée par BIC.
Le 20 novembre 1962, BIC lance une gamme de trois stylos bille de luxe. Le Chromé, le Luxe et le Grand luxe (moitié du corps exécutée en laminé double or). Cette gamme sera quasiment ignorée du public.
En 1965, le ministère de l'Éducation nationale autorise l'utilisation des stylos à bille dans les écoles.
En 1969, l'activité de marquage publicitaire aux États-Unis est lancée. Un an plus tard, le Bic 4 couleurs est lancé.
La société BIC est introduite à la Bourse de Paris le 15 novembre 1972.
7 ans plus tard, en 1979, la société Conté rejoint le groupe. En 1981, le groupe se diversifie dans l'industrie des loisirs avec sa filiale « BIC Sport », spécialisée dans les planches à voile. En 1985, lancement du « briquet BIC Mini » et, en 1991, l'entreprise lance le briquet « BIC Électronique ».
C'est en 1992 que BIC reprend la marque américaine de produits de correction Wite-Out (en).
En 1993, elle lance le crayon sans bois « Conté Évolution », et en 1994, elle lance son rasoir 2-lames et son rasoir pour femmes.
Le groupe commence son expansion en Europe de l'Est en 1995, et en 1996, BIC Graphic Europe est créée. En 1997, BIC rachète la marque Tipp-Ex, leader européen des produits de correction, et Sheaffer, marque d'instruments d'écriture haut de gamme. L'entreprise arrive en Asie.
En 1998, lancement du briquet « Mini Tronic », et en 1999, lancement du rasoir « Softwin », à tête pivotante et bandes lubrifiantes.

### Années 2000
En 2000, le groupe fait l'acquisition de Stypen SA et BIC Kosaido Shoji qui prendra le nom de BIC Kosaido kK, et se sépare de Ballograf (sv).
En 2006, BIC acquiert la société brésilienne Pimaco, spécialisée dans la fabrication et la distribution d'étiquettes adhésives. Un an plus tard, elle rachète la société américaine Atchison Products Inc., fabricant de sacs à usage promotionnel personnalisés par un marquage publicitaire.
En 2008, BIC, en partenariat avec Orange, lance le « BIC Phone ». Cette même année, le groupe ouvre, au Mexique, une plateforme d'emballage pour les rasoirs et acquiert Antalis au groupe Sequana. En 2008, le groupe BIC acquiert 40 % de six entités du groupe indien Cello (sur sept entités) et l'américain Norwood Promotional Products.

### Années 2010
En 2010, le groupe cède les activités de produits funéraires de « BIC Graphic ». Et en 2011, le groupe se sépare de l'activité B2B de Pimaco au Brésil et de l'activité de pinces à linge Reva en Australie. Il fait l'acquisition de Sologear LLC, fabricant de FlameDisk et d'Angstrom Power Incorporated, société spécialisée dans le développement de la technologie des piles à combustible portables.
En 2013, le Groupe BIC finalise l'acquisition de la dernière (septième) entité de l'activité papeterie du groupe indien Cello et acquiert un terrain pour la construction d'une usine de briquets située à Nantong en Chine, mais cède Sologear LLC, fabricant de FlameDisk acheté en 2011[réf. souhaitée].
En août 2014, Sheaffer est vendu à A. T. Cross Company pour quinze millions de dollars. Et, en 2015, la technologie de piles à combustible portables est vendue à Intelligent Energy (en). Le groupe Cello cède au Groupe BIC le reste de sa participation dans le capital de Cello Pens.
En 2016, l'usine de papeterie de Shanghai en Chine est fermée. L’année suivante, le groupe lance le « 3 couleurs + 1 mine graphite » et inaugure une nouvelle usine BIC à Samer (Pas-de-Calais). Les activités nord-américaines et de Sourcing en Asie de « BIC Graphic » sont cédées à H.I.G. Capital (en). La filiale indienne « BIC Cello » acquiert un terrain pour la construction d'une nouvelle usine à Vapi dans l'état de Gujarat.
En novembre 2018, Le groupe BIC vend à l'Estonien Tahe Outdoors sa filiale « BIC Sport » spécialisée dans les sports de glisse nautique (paddle, windsurf, kayak),,,.
Le 4 janvier 2019, les salariés du site de production de Vannes se mettent en grève afin de protester contre la mise en place d'un plan de sauvegarde de l'emploi. Avec la vente prévue de BIC Sport au groupe Tahe Outdoors, BIC compte fermer son site de Vannes et propose six transferts d'emplois vers Marne-la-Vallée ainsi que trente-trois licenciements. Le reste de la production va en effet être délocalisé en Tunisie.
Le 16 janvier 2019, l'usine de Vapi dans l'État de Gujarat est inaugurée. En juillet 2019, le groupe Bic annonce l'acquisition de la société Lucky Stationery Nigeria Ltd (LSNL), premier fabricant d'instruments d'écriture au Nigéria qui est le plus gros marché de la région. Par cette acquisition, Bic entend développer ses positions en Afrique où elle est présente depuis près de quarante ans.

### Années 2020
Dans le premier semestre de 2020, le chiffre d'affaires de Bic baisse de 19,2 %, à 775,8 millions d'euros. Son bénéfice net chute également de 75,3 %, à 22,1 millions d'euros. Les chiffres catastrophiques sont directement liés à la fermeture des écoles et des entreprises en pleine crise liée à la pandémie mondiale de Covid-19. Cependant au début de l'année 2021, après cinq années de baisse de son action, cette dernière remonte à 60 euros à la suite de la publication de bons chiffres du premier trimestre grâce à une hausse des ventes de briquets aux États-Unis.
Parmi ses récentes innovations, la marque présente un stylo à 4 couleurs composées, en stylo bille, des couleurs noire, bleue et rouge, avec l'ajout d'une mine de crayon de papier, également rétractable et rechargeable, avec un bouton poussoir au sommet du stylo, servant également de gomme pour la mine crayon.
En 2021, le stylo BIC fête ses 70 ans. La direction annonce qu'il se vend 4 000 stylos BIC chaque minute à travers le monde.
Le 18 janvier 2022, BIC annonce le rachat d'Inkbox, marque canadienne de tatouages semi-permanents, pour 65 millions de dollars.
En septembre 2022, BIC officialise le rachat de l'entreprise grenobloise Advanced Magnetic Interaction, AMI, spécialiste de l'interaction augmentée.
Sur l'ensemble de l'année 2022, BIC voit ses revenus augmenter de 22 % en 2022 à 2,234 milliards d'euros. Son bénéfice net s'élève à 209 millions d'euros, en repli par rapport à l'année 2021 qui avait été marquée par un revenu exceptionnel lié à la vente du siège de Clichy.
Après l'invasion de l'Ukraine par la Russie le 24 février 2022, BIC maintient ses principales activités en Russie.
En 2024, Gonzalve Bich, qui avait été nommé directeur général de l'entreprise en 2018, annonce qu'il cédera son poste d'ici au 30 septembre 2025. En juin 2025, Edouard Bich nomme le Néerlandais Rob Versloot (ex Hero) au poste de directeur général en remplacement de Gonzalve Bich. C'est la première fois que ce poste est occupé par une personne extérieure à la famille.

## Identité visuelle (logo) et intellectuelle
Le premier logo de la société BIC date de 1953. Les lettres BIC sont insérées dans un parallélogramme orangé aux coins arrondis.
En 1952, l’affichiste Raymond Savignac entame sa collaboration avec BIC et crée la campagne publicitaire « Elle court, elle court, la Pointe BIC ».
En 1961, il est à l’origine de la création du petit « BIC boy », devenu emblématique, dans le cadre d’une nouvelle campagne publicitaire (la nouvelle bille en carbure de tungstène). Ce personnage représentant un petit écolier (culotte courte et cravate) à tête de la nouvelle bille en tungstène du stylo BIC, portant un stylo à bille BIC dans son dos, était destiné à attirer l’attention aussi bien des parents que des enfants. Il s'agissait également — et peut-être avant tout — d'une campagne subliminale pour l'usage du stylo à bille dans les écoles qui, en effet, demeura interdit par le ministère de l'Éducation nationale jusqu'à la circulaire du 3 septembre 1965 pour l’apprentissage de l’écriture. Le succès populaire immédiat du BIC boy incita BIC à créer un nouveau logo incluant le BIC boy (deuxième logo) dès l’année suivante, en 1962.
Le BIC boy est placé au côté gauche du logo BIC, les trois lettres BIC, toujours insérées dans un parallélogramme aux coins arrondis, deviennent noires sur fond jaune — nuancier Pantone 1235C —, couleurs emblématiques du logo dûment enregistrées. La couleur orange était aussi enregistrée à titre de marque.

Le premier logo de Bic - 1953.
Logo à partir de 1962.
Logo actuel de Bic.

## Produits

### Articles de papeterie
BIC développe une ligne complète d’articles d’écriture (stylos à bille, rollers, stylo-feutres, portemines, surligneurs, marqueurs, crayons graphite, colle). Elle acquiert en 1979, la société Conté, une marque de produits de dessin et de coloriage. Elle reprend en 1992 aux États-Unis la marque Wite-Out et en Europe la marque Tipp-Ex en 1997, afin de développer une gamme d’articles de correction et d’effacement. Le groupe achète, en 1997, la marque Sheaffer, fabricant d’articles d’écriture haut de gamme (stylos à plume, stylos à bille, portemines) et en 2004, Stypen, fabricant français de stylos-plume.

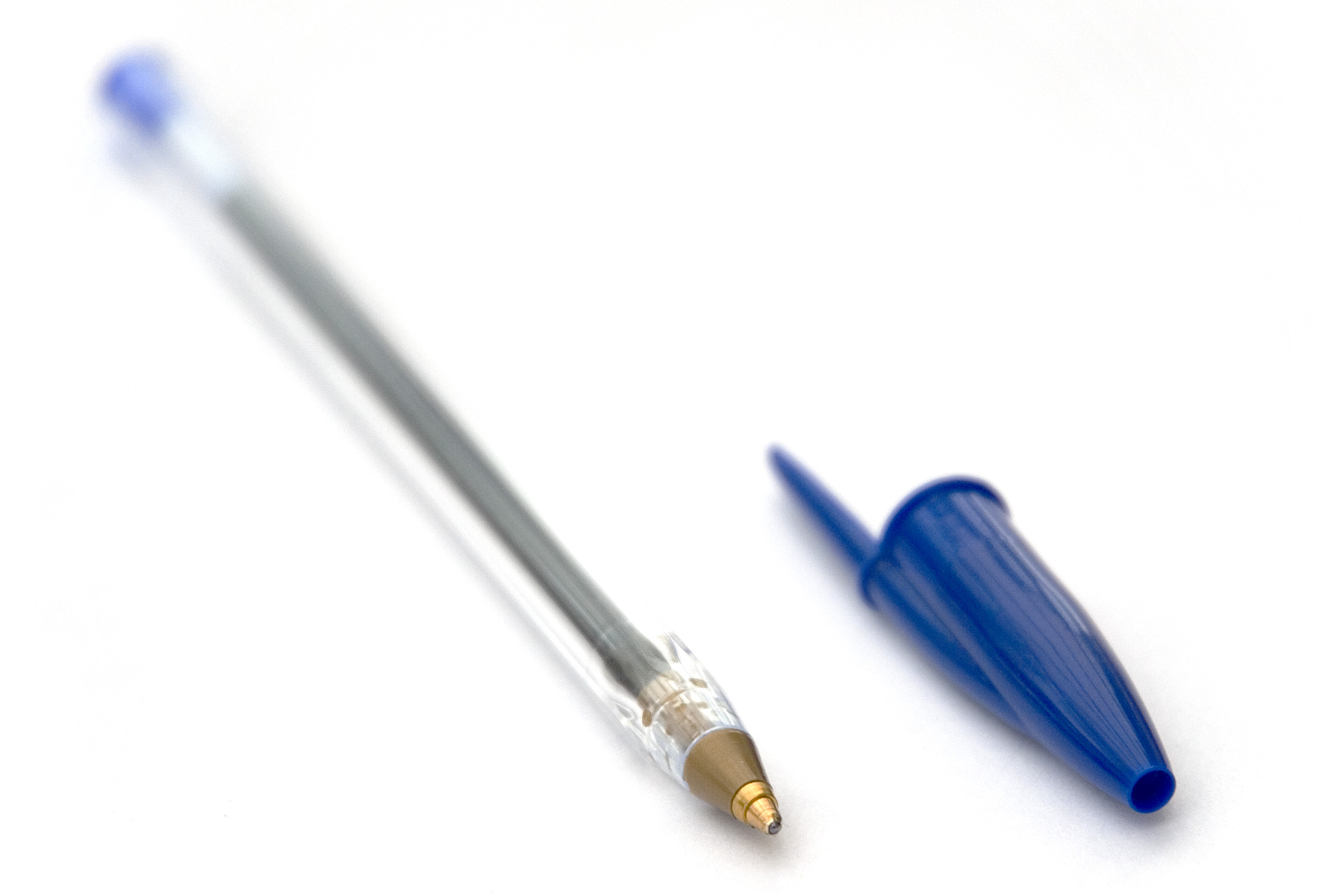
Bic Cristal bleu.
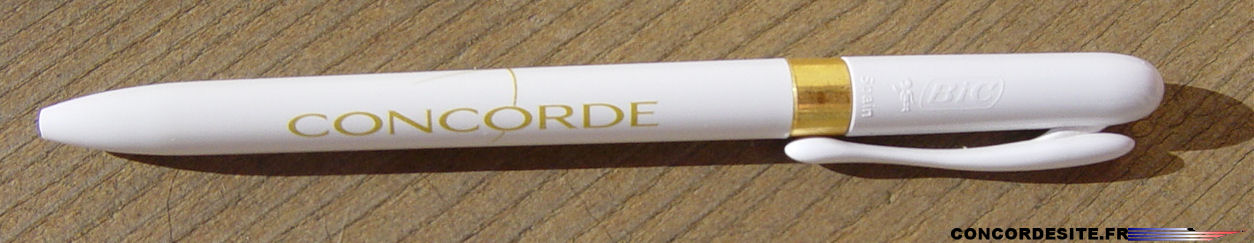
BIC Concorde.
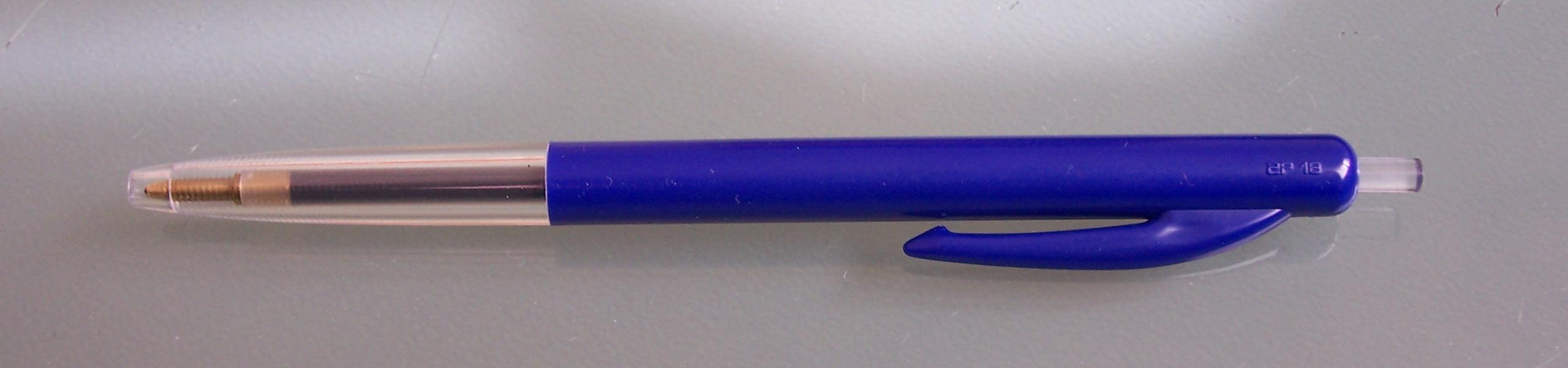
BIC M10 rétractable.
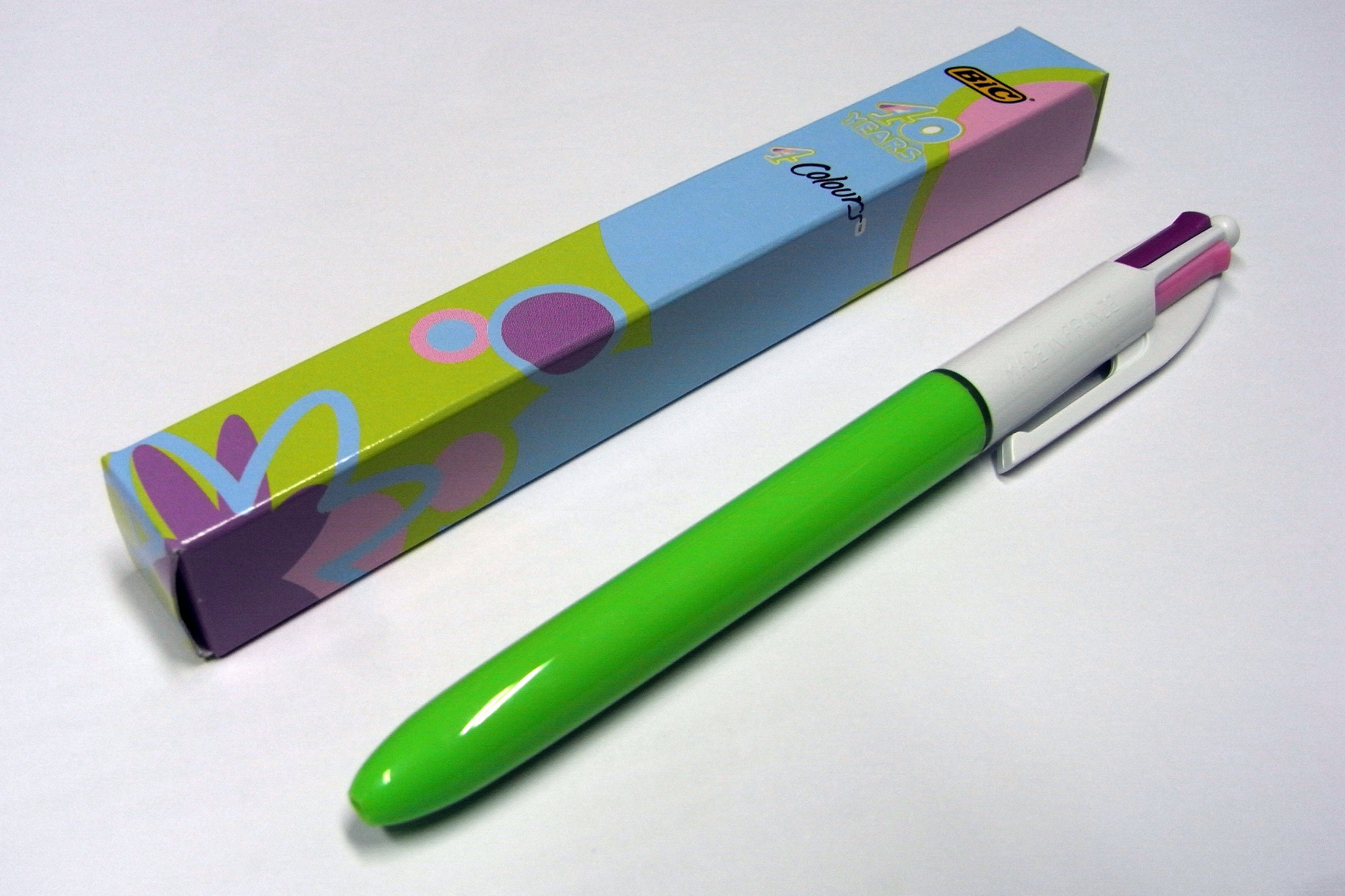
Bic 4 couleurs en édition spéciale pour le 40e anniversaire de la marque
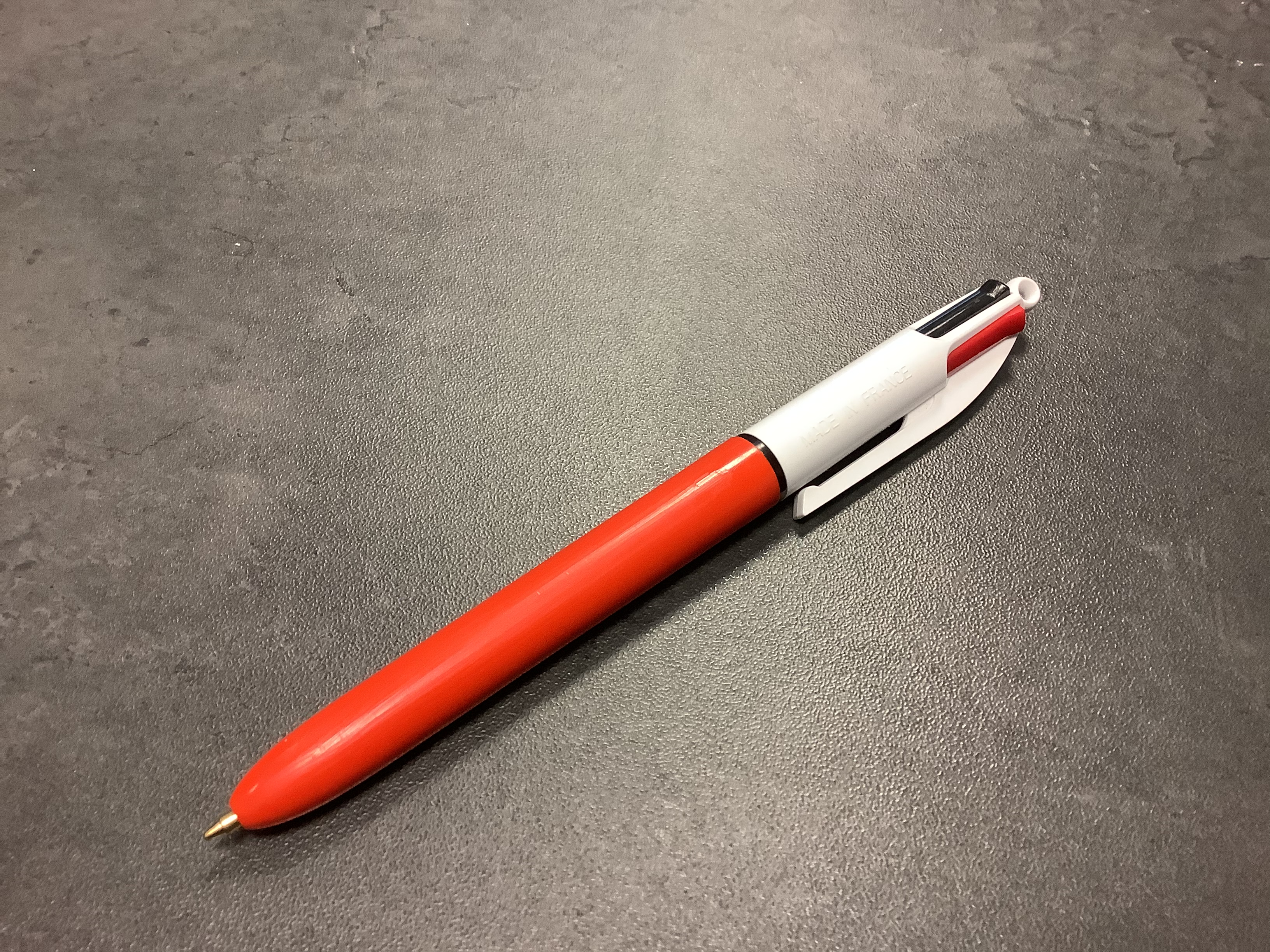
Un stylo Bic 4 couleurs

### Briquets

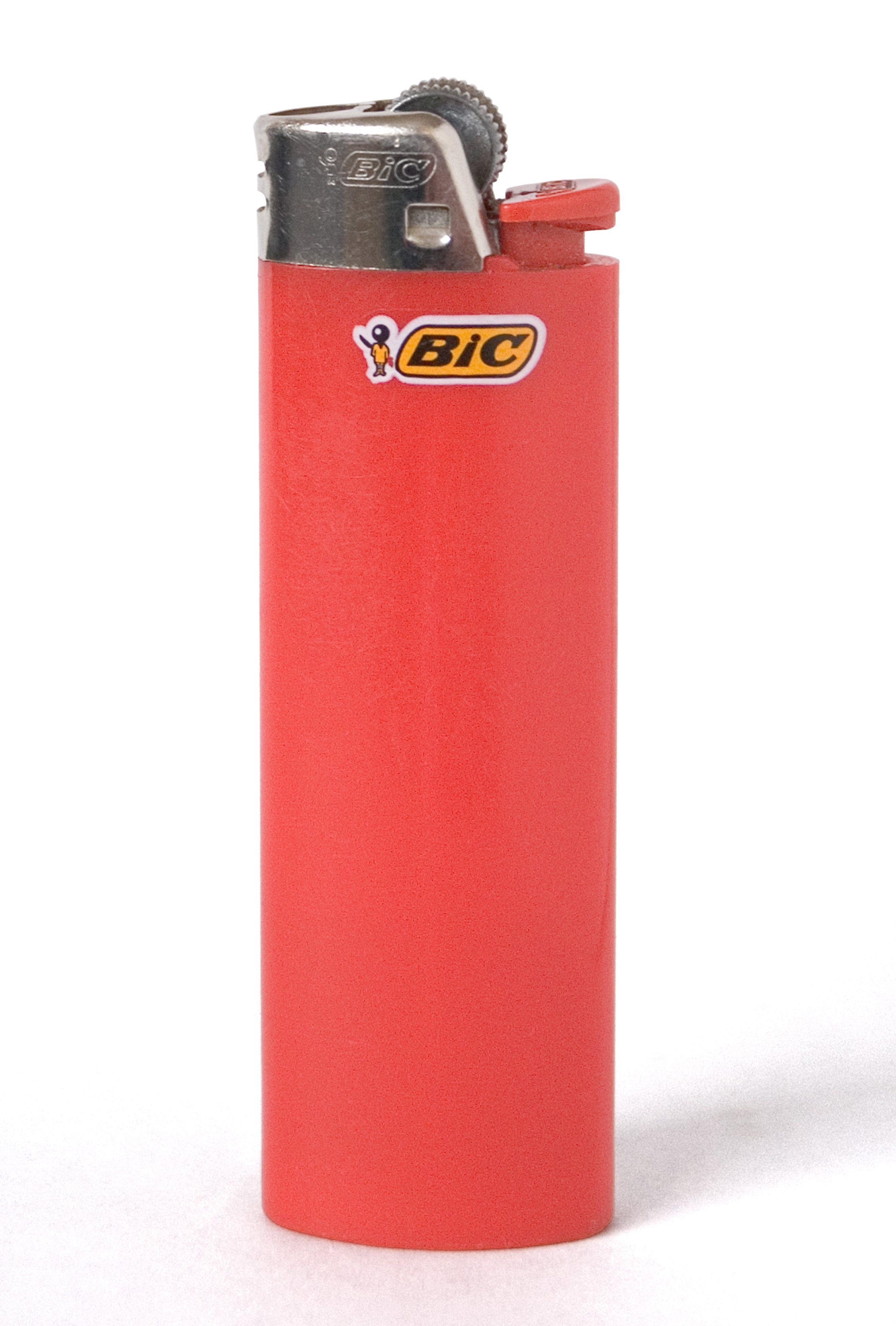
Briquet BIC.

En 1973, BIC diversifie son activité et commercialise son premier briquet à flamme réglable. La gamme s’agrandit avec la commercialisation de modèles de briquets différents (taille mini et slim), de briquets décorés ainsi que des briquets à allumage électronique.
En 1975, une usine s’installe à Redon où sont fabriqués plus de trois millions de briquets jetables par jour.
En 2000, BIC lance une gamme de briquets utilitaires destinés à l’allumage des bougies, barbecues, cheminées, etc., et d’étuis pour briquets en 2002.

### Parfums
Vers 1988, BIC tente d'entrer dans le marché de la parfumerie, en vendant des petites bouteilles de parfum à l'effigie de leurs stylos bille, dans les débits de tabac. Ce fut un échec essentiellement dû au fait que l’image du luxe et de la séduction liée aux parfums ne va pas de pair avec les produits jetables.
Les parfums furent retirés en 1991. Le packaging peu flatteur et le fait que les parfums soient vendus uniquement dans les bureaux de tabac semblent être les principales raisons de l'échec commercial du produit, qui coûtera quatre cents millions de francs à la marque.

### Bateaux (BIC Sport) kayak, surf, planche à voile
En 1980, BIC rachète à Vannes l'usine fondée par Marcel Tabur qui produisait des petites embarcations type annexes en polyéthylène sous la marque Sportyak et commence à y produire des planches à voile. En 1983, Le baron Bich rachètera également la marque allemande Windglider créée par l'industriel Fred Ostermann : en effet, à la suite du boycott des Jeux de Moscou par les États-Unis, l'Union soviétique a fait un intense lobbying pour écarter la marque américaine Windsurfer (dirigée par Hoyle Schweitzer) qui était à cette époque leader du marché, et proposait un engin monotype polyvalent distribué dans le monde entier.
Marcel Bich, qui a réussi à faire casser les brevets protégeant la marque Windsurfer, profite de l'occasion pour affirmer sa supériorité dans cette activité alors en phase d'expansion. Néanmoins, la Windglider sera retirée du programme des Jeux olympiques en 1988, remplacée par un modèle plus performant, la Lechner M3 fabriquée par un artisan autrichien.
L'activité planche à voile est dirigée par un tandem de jeunes managers, Hervé Prieux et Patrick Dussossoy qui multiplient les expérimentations (au début des années 1980, la planche à voile évolue constamment). Les produits phares de l'époque sont la Dufour Wing (Marcel Bich a également racheté le constructeur de bateaux rochelais Michel Dufour et s'est entiché de la Coupe de l'America), la BIC Show (la première planche de série type Funboard, qui résiste assez mal à l'utilisation brutale de ce genre d'engin), puis toute une gamme de planches à voile plus abouties dont les noms sont à thème musical.
Une coentreprise avec la société Plastic Omnium pour produire une planche creuse et très légère à très bas prix (La Dufour Sun) en polypropylène échouera au milieu des années 1980, car l'utilisation se révèlera au-delà des caractéristiques limites du matériau.
Au début des années 1990, le marché est en plein déclin, et l'entreprise se diversifie en fabriquant des planches de surf à partir de 1993. La production sera complétée par des kayaks dans les années 2000. En effet, l'apparition de kayaks à double fond autovideurs dits « Sit on Top », accessibles aux non-spécialistes car ne nécessitant pas de pratiquer la manœuvre d'esquimautage en cas de chavirement, a ouvert le sport au grand public.
Depuis, la marque s'est également lancée dans la construction de paddleboards ou stand up paddles (planches de surf propulsées à la pagaie) ainsi que dans la fabrication d'un petit dériveur léger pour enfants plus performant et plus moderne que l'Optimist, dénommé « O'pen BIC ». Trop fragile pour l'utilisation intensive et rude des écoles de voile, ce bateau a cependant trouvé son public et son marché en école de sport (initiation à la régate) comme chaînon manquant entre le très traditionnel et peu performant Optimist et le Laser, voilier populaire mondialement diffusé qui est aussi au programme des Jeux olympiques.
En janvier 2019, BIC annonce la vente de son activité Sport à l'entreprise estonienne Tahé Outdoors pour un montant évalué entre six et neuf millions d'euros.

### Rasoirs
En 1975, BIC lance son premier rasoir jetable mono-lame. Ce dernier rencontre un grand succès, et l’entreprise développe sa gamme de rasoirs mono-lames, ainsi qu'une gamme de bilames (avec ou sans bandes lubrifiantes / avec tête pivotante ou fixe). De plus, ces dernières sont déclinées en version homme et femme[C'est-à-dire ?].
En 2003, BIC lance un rasoir 3 lames pour hommes, puis pour femmes en 2004. En 2009, la firme sort une gamme de rasoirs 4 lames. Un produit qui ne connait pas le succès des gammes précédentes[réf. nécessaire].
En 2017, BIC lance en France le BIC Shave Club : une activité de vente de rasoirs par abonnement sur le Net. En novembre 2017, elle est lancée également en Grande-Bretagne.

### BIC Phone

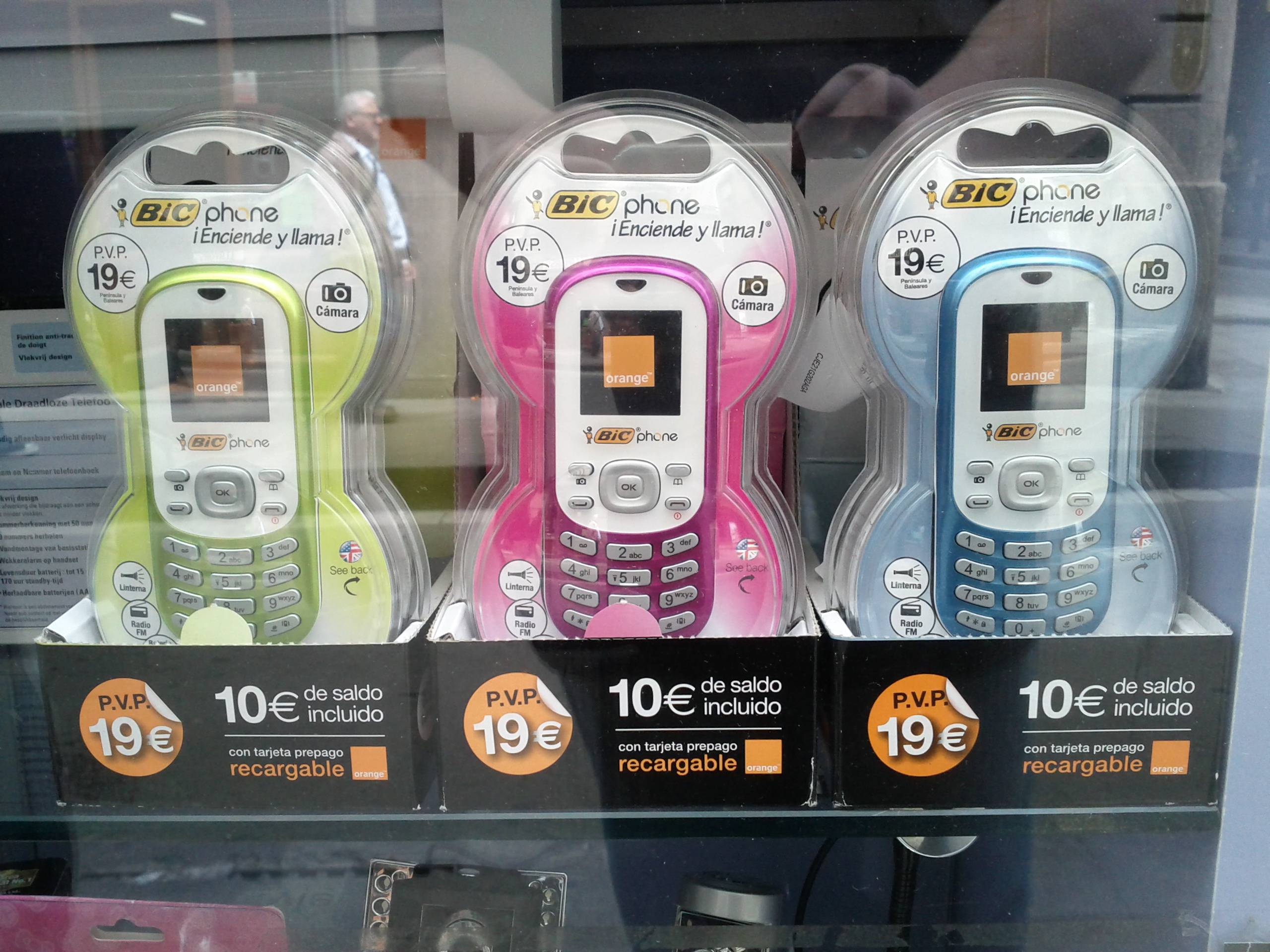

À l'été 2008, BIC lance avec Orange le BIC Phone : un téléphone jetable à 49 euros avec 60 minutes de communication (10 minutes dès l’achat, puis 50 minutes activables en envoyant une copie de pièce d’identité à Orange),. Le téléphone est fabriqué en Chine par TCL et tout est géré par Orange, BIC ne faisant qu’associer son nom pour des raisons de marketing. En 2010, BIC et Orange relancent le produit en baissant son prix à 29 euros.
La cinquième version du BIC Phone est lancée en 2015, puis le produit est retiré des ventes avant février 2017.

## Organisation et production
BIC fabrique et commercialise principalement des articles de papeterie, des briquets, des rasoirs et du matériel de sport avec sa filiale BIC Sport (kayak, surf, planche à voile).
L’entreprise est également diversifiée dans les objets promotionnels marqués avec sa filiale APP.
BIC a vendu cent milliards de stylos entre 1950 et 2005. Une approximation répandue par la marque fut de dire que ces ventes représentent une quantité d'encre suffisante pour tracer une ligne jusqu’à Pluton, et en revenir, plus de vingt fois[réf. nécessaire].

### Marques du groupe
BIC, Tipp-Ex, Conté, Criterium, Sergent-Major, Sheaffer, Stypen, Velleda (feutres effaçables).

## Risques pour la santé
Un test réalisé par l'UFC-Que Choisir a mis en évidence des teneurs particulièrement élevées en allergènes dans l’encre des Bic « Cristal original » noirs.

## Sites de production
Source.

### Europe
- France : Hortes-sur-Amance, Redon : fabrication de briquets, Cernay, Montévrain, Samer, Vannes (site vendu en 2018), Longueil-Sainte-Marie : fabrication de rasoirs.
- Espagne : Tarragone.
- Grèce : Anixi : fabrication de rasoirs.

### Amérique du Nord
- États-Unis : Gaffney, Milford.
- Mexique : Cuautitlan Izcalli, Saltillo.

### Afrique
- Tunisie : Bizerte.
- Afrique du Sud : Johannesburg.
- Kenya : Kasarani (en), Nairobi.

### Asie
- Chine : Nantong.
- Inde : Daman, Haridwar.

### Amérique du Sud
- Brésil : Rio de Janeiro, Manaus.
- Équateur : Guayaquil.

## Actionnaires
Au 27 avril 2019.
| Nom                               | %     |
| Famille Bich                      | 44,8  |
| Alecta Pension Insurance Mutual   | 4,60  |
| Mawer Investment Management       | 2,50  |
| Norges Bank Investment Management | 2,08  |
| Société BIC auto-détention        | 1,70  |
| The Vanguard Group                | 1,53  |
| Allianz Global Investors          | 1,12  |
| BlackRock Fund Advisors           | 1,10  |
| State Street Global Advisors      | 0,82  |
| Invesco Advisers                  | 0,80  |
| Inconnu                           | 38,95 |

## Données boursières
BIC fait partie des indices boursiers : SBF 120, CAC Mid 60, Leadership Level du CDP (A-) et Leadership Level du module complémentaire Supplier, Euronext Vigeo – Eurozone 120, Euronext Vigeo – Europe 120, FTSE4Good indexes, Ethibel Pioneer and Ethibel Excellence Investment Registers.

## Filmographie
- Le BIC Cristal, documentaire télévisé de la série Design, Danielle Schirman, France, 2004 ; 1re diffusion française, Arte, octobre 2005

## Controverses

### Accusations de sexisme
Bic a recours au marketing genré, qui consiste à proposer des produits correspondant aux stéréotypes féminins, concept rentable mais ne reposant sur aucune base scientifique.
En 2012, Bic lance un stylo « spécialement conçu pour les femmes » qui crée une polémique, la marque étant accusée de sexisme,. Le directeur marketing de Bic Europe explique alors qu'une étude interne de la marque a identifié l'intérêt de créer un stylo plus fin et plus coloré. Une nouvelle controverse éclate en 2015, avec une publicité diffusée pendant la journée internationale des droits des femmes, et jugée sexiste.